# Mantispa cora
Mantispa cora är en insektsart som beskrevs av Newman 1838. Mantispa cora ingår i släktet Mantispa och familjen fångsländor. Inga underarter finns listade i Catalogue of Life.